# American Power and the New Mandarins
American Power and the New Mandarins é um livro escrito pelo linguista e ativista político Noam Chomsky em 1968 e publicado em 1969 pela Pantheon Books, tendo um segundo lançamento em 2002 pela The New Press. Esta foi sua primeira obra política a discutir a Guerra do Vietnã.
Neste livro, Chomsky prevê que a oposição vietnamita aos Estados Unidos continuaria, e o país americano seria incapaz de impor a derrota. Ele explica que muitos dos capítulos deste livro se originaram como artigos ou palestras que deu durante seu envolvimento no movimento anti-guerra ainda em curso.